# بهيسة بنت عمرو
بهيسة بنت عمرو بن خالده زوجة النعمان بن عجلان. ذكرها ابن سعد في النساء المبايعات.